# 楠部大吉郎
楠部大吉郎（日语：／ Kusube Daikichirō，1934年12月10日—2005年8月27日），日本男性動畫師、動畫公司SHIN-EI動畫株式會社創辦人、前會長。出生於原滿洲國，成長於群馬縣沼田市。其弟弟是SHIN-EI動畫的第2任社長楠部三吉郎。他的兒子是楠部工、女兒是楠部文。

## 經歷
楠部大吉郎出生於滿洲國。戰後，他回到日本，居住在群馬縣沼田市。群馬縣立沼田高等學校畢業。他立志成為雕刻家，曾三度參加東京藝術大學的入學考試，但都失敗。1957年，他創作了一部漫畫，投稿給光文社的《少年》雜誌。在與光文社的會面中，他聽到了東映動畫的成立，並參觀了新落成的大泉工作室。在那裡他遇到了山本早苗，並決定應徵動畫師的工作。他是透過該公司首次公開招聘加入的。他在訓練期間表現出色，完成後很快就被任命為東映動畫首部長片《白蛇傳》的第2原畫師。然而，他最終與員工發生了衝突並失去了工作。閒暇之餘，他看著森康二的分鏡，就建議說「這個部分讓我來做吧」。因此，他被接受並被選為負責原畫。此前，參與《白蛇傳》原畫繪製的只有兩個人，分別是森康二、大工原章。他後來參與製作了多部動畫電影，展示了他擅長的動作場面技巧。
當手塚治虫公司虫Production的《原子小金剛 (1963年版)》開啟電視動畫時代時，楠部擔任了東映動畫第2部電視動畫《少年忍者風之藤丸》的作畫監督。雖然當時沒有相應的職位，但他也負責今天所謂的「人物設定」。而《藤丸》的許多導演都是真人電影界的從業者，而楠部則曾教授矢吹公郎、田宮武、勝間田具治、村山鎮男等作畫監督的職務。《藤丸》的製作被推遲，東映動畫要求楠部也參與原作動畫。當楠部拒絕時，他再次提出要求，他們會增加作畫費用並再次要求。於是，每當《藤丸》的檔期緊張的時候，楠部的收入就增加，他的月薪達到了150萬日元。此外，隨著東映動畫的員工陸續轉入虫Production，為了阻止這些轉職潮，他與大塚康生等人一起成為5名合約工之一，獲得了10倍的報酬。但後來發現楠部的薪水比東映動畫社長的薪水還高，這引起軒然大波，並迫使他於1965年9月辭職。
東映動畫透過動畫聯盟試圖向其他公司施壓，要求他們不要雇用楠部，但這產生了反效果。在楠部家裡，手塚向他提出了擔任虫Productions的榮譽高層，但他拒絕了。在被楠部拒絕的20分鐘後，藤岡豐邀請他加入東京電影。他也拒絕了，並表示「我不想再在宮裡侍奉了」。東映動畫決定裁減長篇電影時代的員工，選擇以年輕員工為主度過低預算電視動畫時代的政策，並於1965年12月成立了A Production（以下簡稱A-Pro）作為動畫製作公司。它沒有加入東京電影的主力團隊，而是決定建立商業合作夥伴關係（但不是資本合作夥伴關係）並接管製作部門。他以值得信賴的個性而聞名，A-Pro的早期員工包括來自東映動畫的芝山努、小林治、椛島義夫。在擔任A-Pro社長經營製作公司的同時，也擔任作畫監督，憑藉紮實的作畫功底和大膽的觸覺，成功將漫畫《巨人之星》製作成電視動畫，這在當時是不可能實現的。透過定期招聘，該公司培養了大批優秀的動畫師。他還在台灣成立了名為「影人電影公司」的動畫製作公司，與大塚康生一起在那裡培養動畫師。1970年，他的弟弟楠部三吉郎加入東京電影擔任銷售代表，並支持楠部。
1974年，當他同時製作的作品達到5部時，他在擔任電視動畫系列《柔道讚歌》（4月至9月，日本電視台系列）的作畫監督期間病倒了。他花了1年的時間休養，在此期間他製作的動畫數量急劇下降。當公司面臨經營危機時，人們清楚地意識到，單純依賴實際生產有其限制。此外，由於東京電影製作的動畫數量減少，以及東京電影社長藤岡豐與原一騎及電影製作人川野泰彥創辦「三協映畫」的影響，東京電影的經營陷入了財務困難。有人要求他將東京電影的經營部門分離出來，成立一家名為東京電影新社的新公司，並讓楠部接管東京電影的剩餘部分，但他拒絕了。因此，A-Pro與東京電影終止了合約。為了與東京電影新社競爭，該公司更名為SHIN-EI動畫（新A Production，意為「動畫界的一顆冉冉升起的新星」），並於1976年9月9日重新開業，成為一家製作公司，同時也負責規劃和生產。如上所述，藤岡要求三吉郎「承擔責任」，但他並不認同，並諮詢了楠部，楠部告訴他「我們現在的錢是我們通過動畫賺到的。如果我們要失去動畫的錢，我們該怎麼花這筆錢呢？」，他寫道，有人告訴他可以做任何他想做的事，所以他決定獨立並加入SHIN-EI動畫。
SHIN-EI動畫創立初期，楠部也從事過作畫工作，並作為作畫監督參與了電視動畫《日本名作童話系列 赤鳥之心》（1979年，朝日電視台系列），但此後他一直擔任社長兼會長。然而，他參與《哆啦A夢電影》的作品監修長達了19年之久，從1980年的《哆啦A夢：大雄的恐龍》到1999年的《哆啦A夢：大雄的宇宙漂流記》。三吉郎寫道，他曾要求楠部充當「公司的鎮紙」，不要干涉工作現場，而只在下屬向他尋求建議時勇於發言，而這正是他所要求的。
他於2005年8月27日去世。享壽70歲。在2006年3月23日至26日舉辦的第5屆東京國際動畫博覽會上，他被追頒第2屆特別功勞獎，以表彰其對SHIN-EI動畫創立所做的貢獻。

## 參加作品

### 東映動畫時期
- 白蛇傳（動畫）
- 少年猿飛佐助（動畫）
- 西遊記（日语：西遊記 (1960年の映画)）（動畫）
- 安壽和廚子王丸（原畫）
- 天方夜譚（原畫）
- 淘氣王子戰大蛇（日语：わんぱく王子の大蛇退治）（原畫）
- 汪汪忠臣藏（日语：わんわん忠臣蔵）（原畫）
- 少年忍者風之藤丸（日语：少年忍者風のフジ丸）（人物設定、作畫監督）

### A Production時期
- 小鬼Q太郎 (1965年版)（作畫）
- 小超人帕門 (1967年版)（作畫）
- 巨人之星（作畫監督）
- 巨人之星：去吧去吧飛雄馬（作畫監督）
- 巨人之星：大聯盟球（作畫監督）
- 巨人之星：宿命的對決（作畫監督）
- 赤胴鈴之助（作畫監修）
- 荒野的少年神槍手（日语：荒野の少年イサム）（作畫監修）
- 極真派空手道（日语：空手バカ一代）（作畫監修）
- 柔道讚歌（日语：柔道讃歌）（作畫監修）

### SHIN-EI動畫時期
- 好小子（日语：おれは鉄兵）（與日本動畫合作製作，作畫監督）
- 三國志（日语：三国志 (日本テレビ)）（總監修）
- 三國志II 在天空翱翔的英雄們（總監修）
- 日本名作童話系列 赤鳥之心（日语：日本名作童話シリーズ 赤い鳥のこころ）（作畫監督、監修）
- 哆啦A夢：大雄的恐龍（監修）
- 哆啦A夢：大雄的宇宙開拓史（監修）
- 哆啦A夢：我是桃太郎的什麼呢？（監修）
- 哆啦A夢：大雄的大魔境（監修）
- 哆啦A夢：大雄的海底鬼岩城（監修）
- 哆啦A夢：大雄的魔界大冒險（監修）
- 哆啦A夢：大雄的宇宙小戰爭（監修）
- 哆啦A夢：大雄與鐵人兵團（監修）
- 哆啦A夢：大雄與龍騎士（監修）
- 哆啦A夢：大雄的西遊記（監修）
- 哆啦A夢：大雄的日本誕生（監修）
- 哆啦A夢：大雄與惑星之謎（監修）
- 哆啦A夢：大雄的天方夜譚（監修）
- 哆啦A夢：大雄與雲之王國（監修）
- 哆啦A夢：大雄與白金迷宮（監修）
- 哆啦A夢：大雄與夢幻三劍士（監修）
- 哆啦A夢：大雄的創世日記（監修）
- 哆啦A夢：大雄與銀河超特快列車（監修）
- 哆啦A夢：大雄的發條都市冒險記（監修）
- 哆啦A夢：大雄的南海大冒險（監修）
- 哆啦A夢：大雄的宇宙漂流記（監修）

## 相關項目
- 大塚康生
- 芝山努
- 小林治（日语：小林治 (1945年生のアニメ演出家)）
- 椛島義夫（日语：椛島義夫）
- 森下圭介（日语：森下圭介）
- 中村英一
- 富永貞義（日语：富永貞義）

## 腳註

## 外部連結
- 日本電影數據庫（JMDb）上楠部大吉郎的資料（日語）
- 楠部大吉郎 （日語）—allcinema（日语：allcinema）
- 楠部大吉郎 （页面存档备份，存于） （日語）—KINENOTE
- 楠部大吉郎在互联网电影资料库（IMDb）上的資料（英文）

| 商界職務        | 商界職務                                               | 商界職務          |
| --------------- | ------------------------------------------------------ | ----------------- |
| 前任： （設立） | SHIN-EI動畫 （A Production）社長 初代（1965年—1990年） | 繼任： 楠部三吉郎 |